# 中島廉売

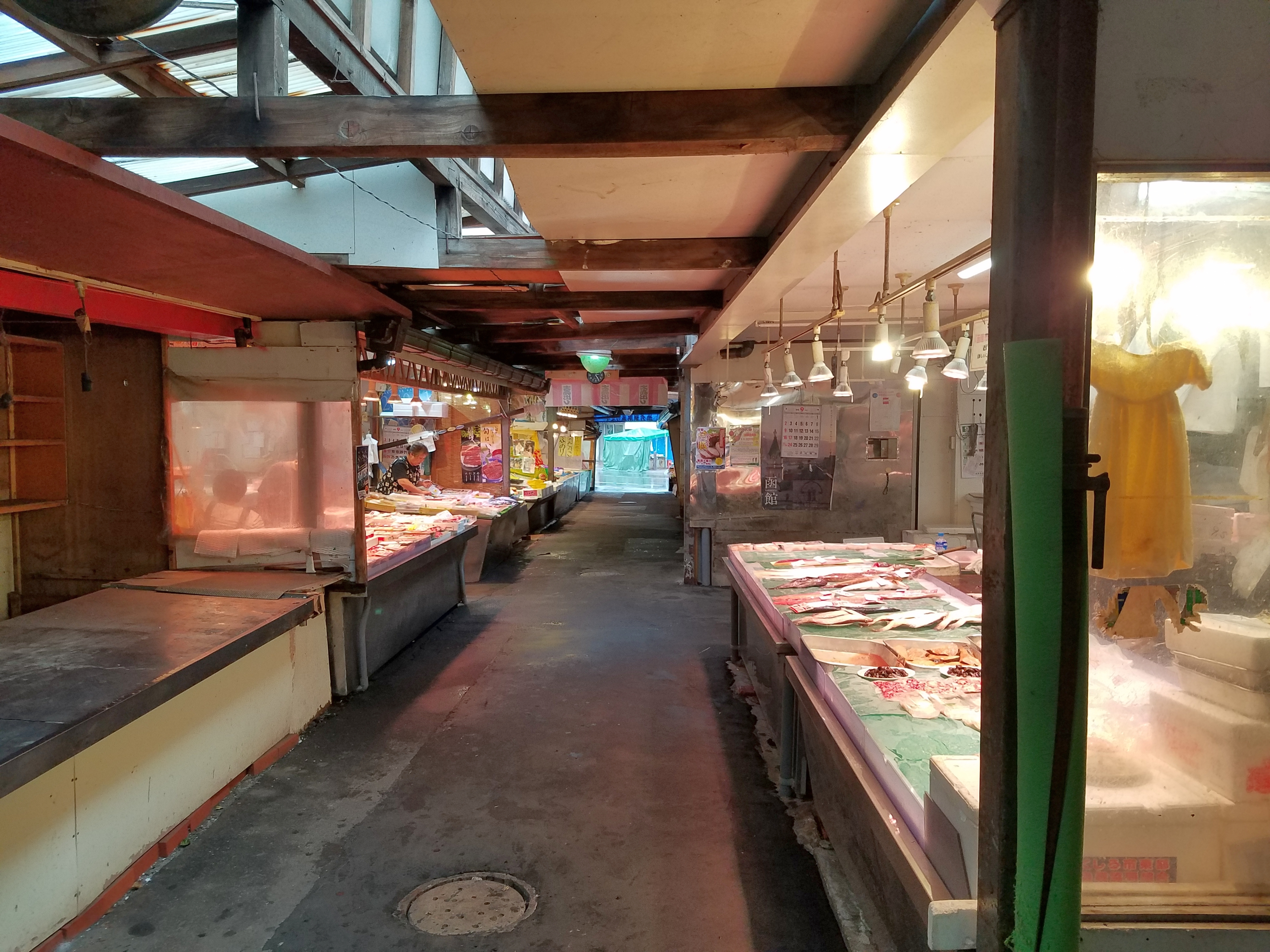
中島廉売

中島廉売（なかじまれんばい）は、北海道函館市に所在する廉売の冠をもつ地域密着型商店街である。

## 概要
1934年（昭和9年）3月21日の函館大火以降、被害の少なかった中島町への露店の移転出店により自然発生した歴史を持つ。一般住宅も商店に改装しだし、商店街が形成された。昭和55年に常設店舗を中心に中島町商店街振興組合が組織されたことを契機に露天を中心とした中島町親睦会や仲通り会が結成され商店街となった。
店舗は中島町大通りを軸に南北へ展開しており、舗道上に露天商の営みが現存する貴重な商店街である。常設店舗は果物・もち・鮮魚・総菜・おでん具材・パン・ソフトクリーム・寿司・豆腐・製麺・菓子・酒等の食料品店の比率が多く、そのほかにも床屋・衣料品店・日用雑貨・花・薬・家電製品等の専門店が軒を連ねている。
1974年（昭和49年）から買い物客の安全確保で函館市道中島廉売大通りの一部歩行者天国を実施していたが（日曜を除く14時から18時まで）、自家用車で買い物をしたいとの要望を受け、2013年（平成25年）11月18日に規制が解除された。

### 年表
- 1934年（昭和9年）3月21日 - 函館大火
- 1974年（昭和49年） - 歩行者天国が開始される
- 1980年（昭和55年） - 中島町商店街振興組合設立
- 2013年（平成25年）11月18日 - 歩行者天国解除

## イベント・祭
廉売として活性化を図る取り組みが盛んに行われており、毎年様々なイベントを試行錯誤しながら行っている。
- 中島三郎助祭
- 中島廉売お客様感謝デー「市場の日」
- 七夕カンテラ祭

## 周辺施設
- 堀川町停留場（函館市交通局）